# Juncus interior
Juncus interior är en tågväxtart som beskrevs av Karl McKay Wiegand. Juncus interior ingår i släktet tåg, och familjen tågväxter. Inga underarter finns listade i Catalogue of Life.